# Raival
Raival est une commune française située dans le département de la Meuse, en région Grand Est. Elle regroupe deux villages, Rosnes et Érize-la-Grande.

## Géographie

### Communes limitrophes
| Érize-la-Petite | Longchamps-sur-Aire | Longchamps-sur-Aire |
| Seigneulles     | Raival              | Érize-la-Brûlée     |
| Seigneulles     | Érize-la-Brûlée     | Érize-la-Brûlée     |

### Hydrographie
La commune est traversée par la ligne de partage des eaux entre les régions hydrographiques « la Seine de sa source au confluent de l'Oise (exclu) » et « la Seine du confluent de l'Oise (inclus) à l'embouchure » au sein du bassin Seine-Normandie. Elle est drainée par la Chee, l'Ezrule, la Caulaine, Vau Haqui, le Fossé 01 de Courteval, la Vau des Vanneries et le Fossé 01 de Glaionval,.
La Chée, d'une longueur de 69 km, prend sa source dans la commune de Seigneulles et se jette  dans la Saulx à Vitry-en-Perthois, après avoir traversé 21 communes. 
L'Ezrule, d'une longueur de 18 km, prend sa source dans la commune de Érize-Saint-Dizier et se jette  dans l'Aire à Chaumont-sur-Aire, après avoir traversé six communes. 

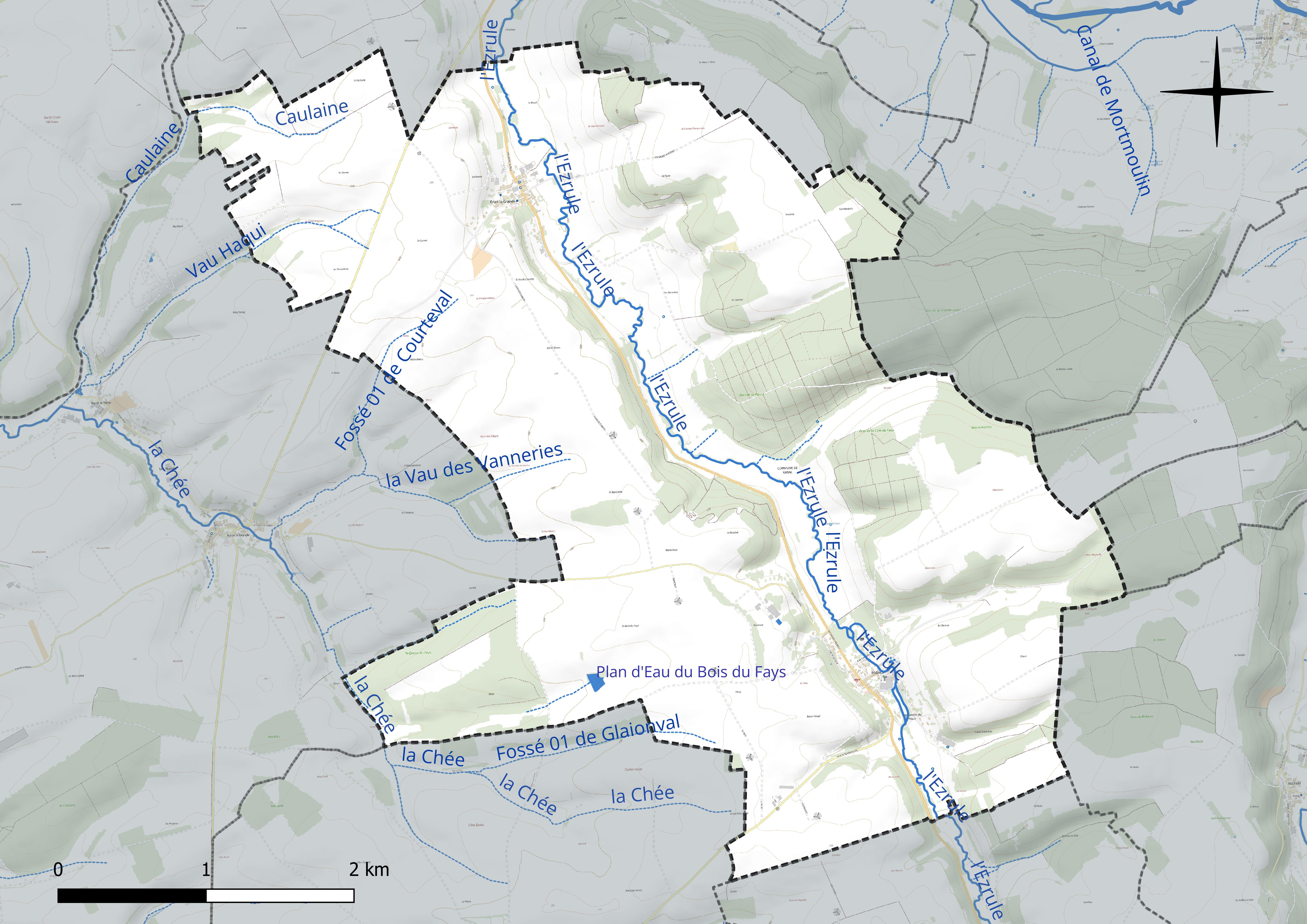
Réseau hydrographique de Raival.

Un plan d'eau complète le réseau hydrographique : le plan d'eau du Bois du Fays (0,9 ha),.

### Climat
Pour des articles plus généraux, voir Climat du Grand Est et Climat de la Meuse.
En 2010, le climat de la commune est de type climat de montagne, selon une étude du Centre national de la recherche scientifique s'appuyant sur une série de données couvrant la période 1971-2000. En 2020, Météo-France publie une typologie des climats de la France métropolitaine dans laquelle la commune est exposée à un climat océanique altéré et est dans la région climatique  Lorraine, plateau de Langres, Morvan, caractérisée par un hiver rude (1,5 °C), des vents modérés et des brouillards fréquents en automne et hiver. 
Pour la période 1971-2000, la température annuelle moyenne est de 9,6 °C, avec une amplitude thermique annuelle de 16,3 °C. Le cumul annuel moyen de précipitations est de 1 062 mm, avec 14,2 jours de précipitations en janvier et 9,8 jours en juillet. Pour la période 1991-2020, la température moyenne annuelle observée sur la station météorologique de Météo-France la plus proche, « Chaumont_sapc », sur la commune de Chaumont-sur-Aire à 6 km à vol d'oiseau, est de 10,8 °C et le cumul annuel moyen de précipitations est de 850,0 mm. 
La température maximale relevée sur cette station est de 41,1 °C, atteinte le 25 juillet 2019 ; la température minimale est de −15,5 °C, atteinte le 20 décembre 2009,,. 
Les paramètres climatiques de la commune ont été estimés pour le milieu du siècle (2041-2070) selon différents scénarios d'émission de gaz à effet de serre à partir des nouvelles projections climatiques de référence DRIAS-2020. Ils sont consultables sur un site dédié publié par Météo-France en novembre 2022.

## Urbanisme

### Typologie
Au 1er janvier 2024, Raival est catégorisée commune rurale à habitat dispersé, selon la nouvelle grille communale de densité à sept niveaux définie par l'Insee en 2022.
Elle est située hors unité urbaine. Par ailleurs la commune fait partie de l'aire d'attraction de Bar-le-Duc, dont elle est une commune de la couronne,. Cette aire, qui regroupe 86 communes, est catégorisée dans les aires de 50 000 à moins de 200 000 habitants,.

### Occupation des sols
L'occupation des sols de la commune, telle qu'elle ressort de la base de données européenne d’occupation biophysique des sols Corine Land Cover (CLC), est marquée par l'importance des territoires agricoles (71,8 % en 2018), en diminution par rapport à 1990 (73,5 %). La répartition détaillée en 2018 est la suivante : 
terres arables (58 %), forêts (25,3 %), prairies (12,5 %), zones urbanisées (2,9 %), zones agricoles hétérogènes (1,3 %). L'évolution de l’occupation des sols de la commune et de ses infrastructures peut être observée sur les différentes représentations cartographiques du territoire : la carte de Cassini (XVIIIe siècle), la carte d'état-major (1820-1866) et les cartes ou photos aériennes de l'IGN pour la période actuelle (1950 à aujourd'hui).

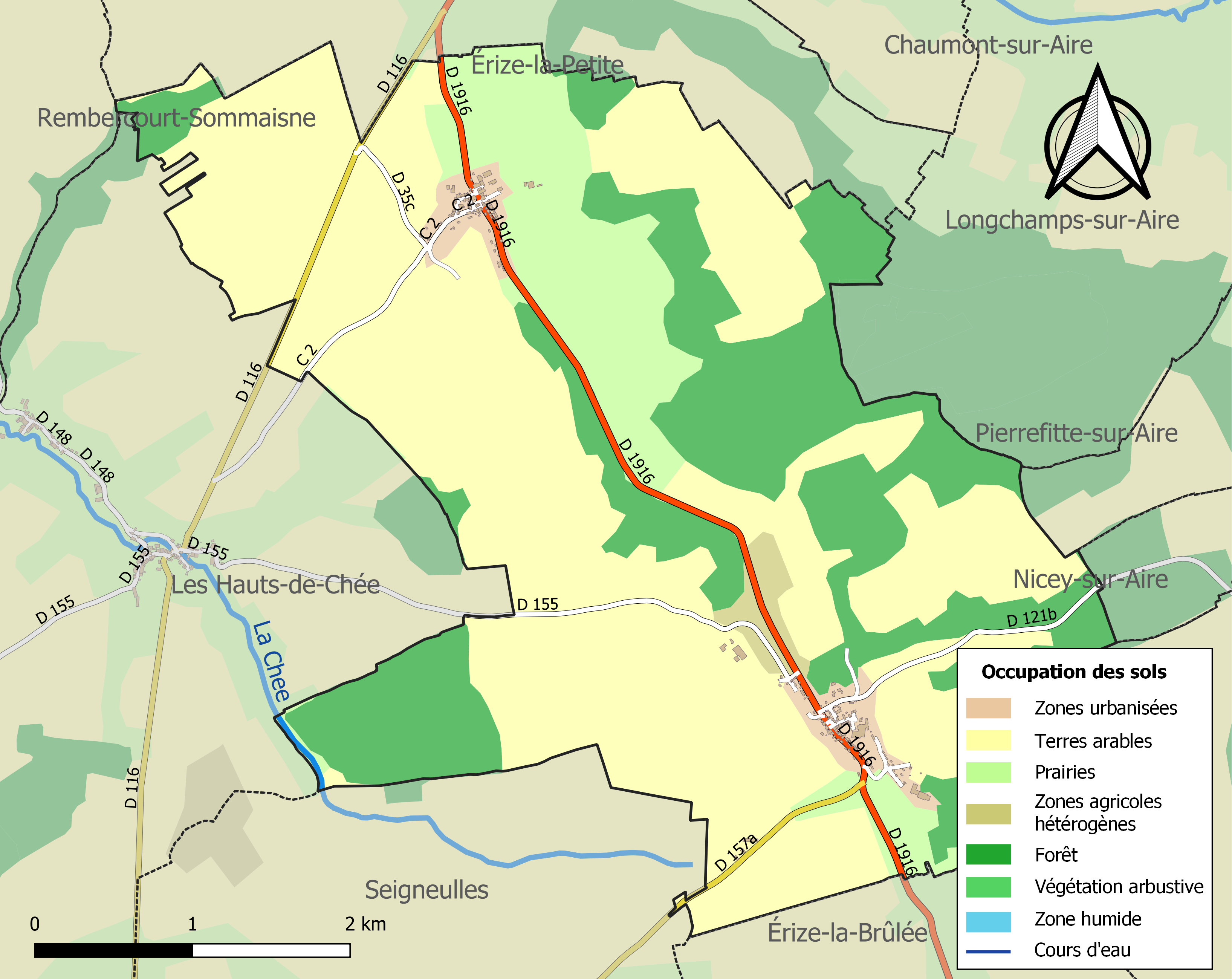
Carte des infrastructures et de l'occupation des sols de la commune en 2018 (CLC).

## Toponymie
Raival est créé en 1973 par la fusion d'Érize-la-Grande et de Rosnes. 
Le nouveau nom est issu d'Oréval (peut-être simplement un « val doré »), dont on a supprimé la première lettre et modifié la graphie.

Oréval est un lieu-dit, une ancienne contrée de la commune d’Érize-la-Grande, il sépare les deux anciennes communes.

## Histoire
Le 1er janvier 1973, Rosnes devient Raival à la suite de sa fusion-association avec Érize-la-Grande.

## Politique et administration

### Liste des maires
| Période                                  | Période      | Identité         | Étiquette | Qualité |
| ---------------------------------------- | ------------ | ---------------- | --------- | ------- |
| Les données manquantes sont à compléter. |              |                  |           |         |
| mars 2001                                | avril 2014   | Jean Gand        |           |         |
| avril 2014                               | juillet 2020 | Romain Chatelain |           |         |
| Juillet 2020                             | En cours     | Lidwine Linard   |           | Cadre   |

### Politique environnementale
Le parc éolien de la Voie sacrée, mis en service en juillet 2007 par Sorgenia France, est situé sur le territoire de la commune et ceux voisins de Beausite, Courcelles-sur-Aire et Érize-la-Petite. Composé de 27 éoliennes, il développe une puissance totale de 54 MW.

## Population et société

### Démographie
L'évolution du nombre d'habitants est connue à travers les recensements de la population effectués dans la commune depuis 1793. Pour les communes de moins de 10 000 habitants, une enquête de recensement portant sur toute la population est réalisée tous les cinq ans, les populations de référence des années intermédiaires étant quant à elles estimées par interpolation ou extrapolation. Pour la commune, le premier recensement exhaustif entrant dans le cadre du nouveau dispositif a été réalisé en 2006.

En 2022, la commune comptait 241 habitants, en évolution de −5,86 % par rapport à 2016 (Meuse : −4,4 %, France hors Mayotte : +2,11 %).
| 1793 | 1800 | 1806 | 1821 | 1831 | 1836 | 1841 | 1846 | 1851 |
| ---- | ---- | ---- | ---- | ---- | ---- | ---- | ---- | ---- |
| 345  | 366  | 379  | 370  | 375  | 337  | 330  | 303  | 301  |

| 1856 | 1861 | 1866 | 1872 | 1876 | 1881 | 1886 | 1891 | 1896 |
| ---- | ---- | ---- | ---- | ---- | ---- | ---- | ---- | ---- |
| 311  | 355  | 275  | 248  | 258  | 264  | 268  | 234  | 213  |

| 1901 | 1906 | 1911 | 1921 | 1926 | 1931 | 1936 | 1946 | 1954 |
| ---- | ---- | ---- | ---- | ---- | ---- | ---- | ---- | ---- |
| 202  | 200  | 182  | 173  | 143  | 120  | 129  | 122  | 146  |

| 1962 | 1968 | 1975 | 1982 | 1990 | 1999 | 2006 | 2011 | 2016 |
| ---- | ---- | ---- | ---- | ---- | ---- | ---- | ---- | ---- |
| 147  | 141  | 274  | 243  | 223  | 224  | 244  | 277  | 256  |

| 2021 | 2022 | - | - | - | - | - | - | - |
| ---- | ---- | - | - | - | - | - | - | - |
| 243  | 241  | - | - | - | - | - | - | - |

## Culture locale et patrimoine

### Lieux et monuments
- Église Saint-Martin d'Érize-la-Grande, reconstruite en 1788, restaurée dans les années 1920.
- Église Saint-Evre de Rosnes (XVIe siècle).

### Héraldique, logotype et devise
| Blason de Raival | Blason  | Chaussé ondé : au 1) d'azur au diamant d'argent surmonté de 2 étoiles d'or, les trois accompagnés d'un filet en chevron renversé ondé, d'or également, mouvant de la partition ; au 2) Chaussé ondé de gueules aux deux chaînes rompues d'or. |
| Blason de Raival | Détails | Le statut officiel du blason reste à déterminer. |